# Nový Bohumín
Nový Bohumín (německy Neu Oderberg) vznikl na katastru obce Šunychl v době budování nádraží u nově postavené železnice v roce 1847. Místo se nacházelo uprostřed lesů a bažin, které bylo nutno vysoušet. Nová osada nesla původně název Šunychl-Bohumín-nádraží. Ten byl 14. dubna 1924 změněn na Nový Bohumín a 16. října 1924 povýšila vláda Československé republiky obec na město. V roce 2020 měla místní část Nový Bohumín 12 937 obyvatel.

## Architektura a historie

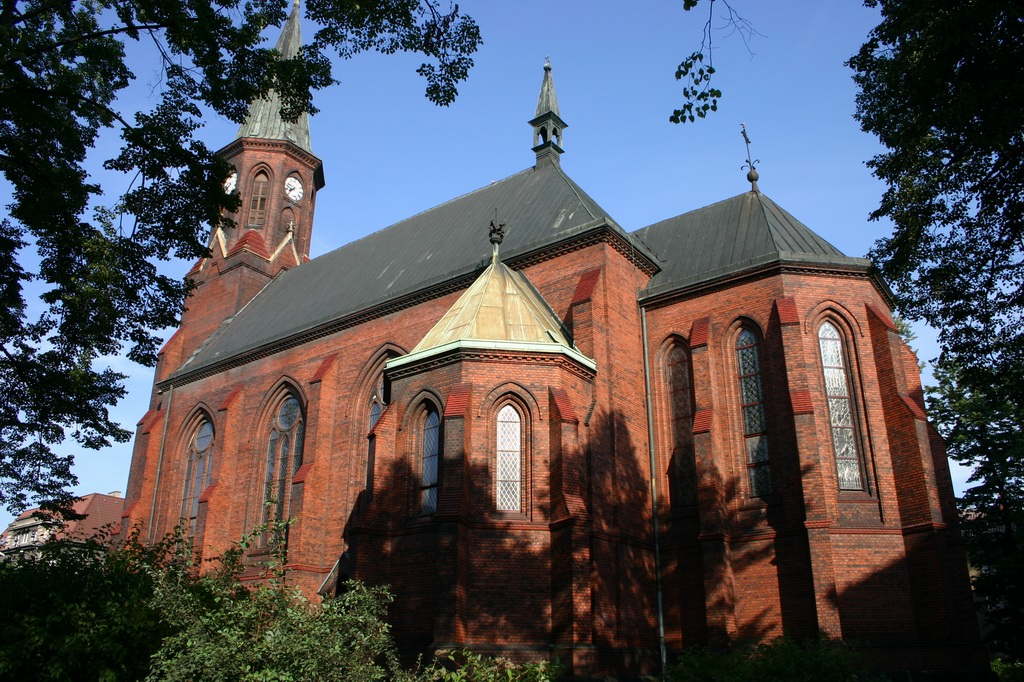
Římskokatolický kostel božského srdce Páně

Překotná výstavba administrativních a obytných budov a dělnických kolonií nenechala vzniknout zajímavým architektonickým památkám ani dominujícímu náměstí. K zajímavým stavbám patří budova nádraží a kruhová remíza Českých drah z roku 1891, která byla do dnešní podoby upravena v roce 1984. Severní část dnešního náměstí T. G. Masaryka tvoří původní radnice z let 1897–1898, po citlivých opravách nyní opět navrácená původnímu účelu (radnice B), komplex tehdejších německých škol, stavěných v letech 1894–1914 (dnes hlavní budova městského úřadu - radnice A), katolický kostel Božského srde Páně z roku 1896, katolická fara z roku 1905 a za nimi na Husově ulici budova bývalého ženského kláštera Notre Dame z roku 1903, kde dnes sídlí Střední škola Bohumín. Ve stejném novogotickém stylu byl postaven v roce 1901 kostel Slezské evangelické církve augsburského vyznání ve Štefánikově ulici.
V roce 1887 byl postaven skřečoňský most, v roce 1870 byla postavena a v roce 1902 byla prodloužena historická ocelová lávka pro pěší nad kolejištěm až na dnešní Lidickou ulici. Silniční nadjezd na Bezručově ulici byl slavnostně kolaudován 30. dubna 1964. Nejvíce obchodů v minulosti bylo v tzv. zlatém kříži, tvořeném Nádražním náměstím (dnešní náměstí A. Mickiewicze), ze kterého vycházela třída 28. října (dnes třída. Dr. E. Beneše). Z této hlavní ulice odbočovala Štefánikova ulice (dnes ulice 9. května), Šnejdarkova ulice (dnes Studentská) a Kostelní ulice (ta jediná má svůj původní název). Dnes tomuto centru dominuje pěší zóna.
Vojenská posádka byla ve městě zřízena na podzim v roce 1923 a za dnešním parkem Petra Bezruče byly postaveny budovy vesměs přízemní, barákového typu. Při budování pevnostního systému před druhou světovou válkou byla pro posílení ochrany hranic postavena na okraji města v obci Šunychl druhá kasárna. Na počátku padesátých let minulého století do kasáren nastoupilo železniční vojsko a pro vojáky byly vybudovány poměrně solidní jednoposchoďové pavilony. Posledních 120 příslušníků železničního vojska opustilo bohumínské kasárny 6. dubna 1994.
Nejvýznamnějšími podniky na jeho území jsou Bochemie, Bonatrans, České dráhy, Železárny a drátovny Bohumín, ve městě působí i řada menších podniků, závodů, společností i podnikatelů.
Informační centra pro občany i příchozí návštěvníky jsou čtyři. V budově městské knihovny na Vrchlického ulici, v budově městského úřadu na Masarykově ulici, ve vestibulu nádraží Českých drah a v Penzionu ve věži na Koperníkově ulici vedle nového krytého aquacentra. Město má uzavřeny tři dohody o spolupráci s městy v Polsku. Jsou to Zdzieszowice, Prudník a Grodków.

## Znak
Město Nový Bohumín po dlouhou dobu používalo původního obecního znaku Šunychlu. Byla to stříbrná radlice v modrém poli, pod níž se nacházela stříbrná pěticípá hvězda. Tento znak byl změněn po připojení Kopytova. Od té doby měl znak tři části. V horním červeném poli bylo zlaté okřídlené kolo symbolizující část nádraží, dolní polovina byla svisle rozdělena na dvě části – modré a zelené pole. V pravém modrém poli byla stříbrná radlice a pod ní stříbrná pěticípá hvězda, což symbolizovalo Šunychl, a v levém zeleném poli byl rýč, symbolizující Kopytov. Po roce 1945 se postupně přestal tento znak používat. V roce 1967 zvítězil ve veřejné soutěži návrh nového městského znaku, který se užívá dodnes.